# Seureukui/Cebrek
Seureukui/Cebrek is een bestuurslaag in het regentschap Pidie van de provincie Atjeh, Indonesië. Seureukui/Cebrek telt 408 inwoners (volkstelling 2010).